# Andrzej Wach
Andrzej Wach (ur. 1955 w Skierniewicach) – inżynier, menedżer, wieloletni prezes zarządu  PKP S.A., równocześnie b. szef Grupy PKP, wcześniej prezes PKP Energetyka sp. z o.o. W latach 2005–2010 członek władz międzynarodowych organizacji kolejowych UIC, CER i OSŻD.
Obecnie prokurent i doradca zarządu PORR S.A., a także członek Rady Ekspertów przy Ministrze Infrastruktury, członek Rady ds. Transportu Kolejowego przy Prezesie UTK, przewodniczący Komisji Rewizyjnej w Izbie Gospodarczej Transportu Lądowego (IGTL) oraz członek zarządu Związku Dużych Rodzin „Trzy Plus”.

## Życiorys
Absolwent Wydziału Elektrycznego Politechniki Warszawskiej. Ukończył także studia podyplomowe na Wydziale Prawa i Administracji Uniwersytetu Warszawskiego.
Od 1980 jest związany z PKP, m.in. jako kontroler, instruktor, pracownik Zarządu Trakcji Centralnej Dyrekcji Okręgowej Kolei Państwowych w Warszawie, w latach 1997–2000 szef Dyrekcji Elektroenergetyki Kolejowej – główny energetyk PKP, w latach 2001–2004 prezes zarządu PKP Energetyka sp. z o.o., od 2004 był prezesem zarządu PKP S.A. oraz szefem Grupy PKP. Był też przewodniczącym rad nadzorczych spółek PKP Przewozy Regionalne, PKP Polskie Linie Kolejowe oraz PKP Cargo.
Odwołany ze stanowiska prezesa zarządu i dyrektora generalnego PKP SA 30 grudnia 2010.
Były wiceprzewodniczący Wspólnoty Kolei Europejskich oraz Zarządców Infrastruktury Kolejowej (Community of European Railway and Infrastructure Companies – CER) w Brukseli, b. członek Rady Wykonawczej Międzynarodowego Związku Kolei (International Union of Railways, Union internationale des chemins de fer – UIC) w Paryżu (2009–2010) oraz b. członek konferencji dyrektorów generalnych kolei Organizacji Współpracy Kolei (Организация сотрудничества железных дорог – ОСЖД) w Warszawie.
Pełni funkcję doradcy zarządu PORR Polska Construction S.A. (2011–).

## Życie prywatne
Żonaty, ma córkę i starszego brata Jana. Z zamiłowania historyk (zwłaszcza powstania warszawskiego) i geograf.
Mieszka w Jaktorowie pod Warszawą.